# ジョアン・パウロ・タヴァレス
ジョアン・パウロ・デ・フィゲイレド・タヴァレス（João Paulo de Figueiredo Tavares, 1983年3月30日 - ）は、ブラジルの元男子バレーボール選手。元ブラジル代表。

## 来歴
2000年にユース代表、2002年にジュニア代表に選出され、2003年ジュニア世界選手権で銀メダルを獲得。2004年にブラジル代表入りを果たし、ワールドリーグに出場した。2009年ワールドグランドチャンピオンズカップではエジプト戦に途中出場した。2010年世界選手権でも1stラウンドで出場を果たした。
ブラジル・スーパーリーガでのプレーを経て、2009年11月に日本のVプレミアリーグのパナソニックパンサーズに入団。 パナソニックでは「ジョンパウロ・タヴァレス」の登録名でプレーし、2009-2010年Vプレミアリーグで2年ぶりの優勝に貢献した。2010年にブラジル・スーパーリーガに復帰、Cimed/SKYに移籍した。
2012年10月、再びパナソニックパンサーズに移籍。チーム準優勝に貢献し、自らもサーブ賞を獲得した。2013年黒鷲旗大会終了後に退団。

## 球歴・受賞歴
- 球歴
  - 世界選手権 - 2010年（金メダル）
  - ワールドリーグ - 2004年、2005年、2009年、2010年（優勝）、2011年（準優勝）
  - ワールドグランドチャンピオンズカップ - 2009年（優勝）
- 受賞歴
  - 2013年 - 2012/13 Vプレミアリーグ サーブ賞

## 所属クラブ
- Banespa （2003年）
- Palma de Mayorca （2003-2004年）
- Unisul （2004-2006年）
- Cimed （2006-2007年）
- Santander （2007-2008年）
- Unisul （2008-2009年）
- パナソニックパンサーズ （2009-2010年）
- Cimed/SKY （2010-2012年）
- パナソニックパンサーズ （2012-2013年）
- BVC Campinas（2013-2015年）
- Vôlei Ribeirão（2017-2018年）
- Vôlei Renata（2018-2019年）